# Borotice (Morávia do Sul)
Borotice é uma comuna checa localizada na região de Morávia do Sul, distrito de Znojmo.